# Mariana Castells Guitart
Mariana Castells Guitart és una al·lergòloga hispano-nord-americana especialitzada en les malalties dels mastòcits, com ara la mastocitosi, la síndrome d'activació dels mastòcits i la triptasèmia hereditària. La mastocitosi és una malaltia poc freqüent amb opcions de tractament limitades.
Castells treballa al Brigham and Women's Hospital de Massachusetts al Departament d'Al·lèrgia, Reumatologia i Immunologia i al Dana Farber Cancer Institute. També és professora de medicina a la Harvard Medical School.

## Formació
Va cursar els estudis de medicina a la Universitat Autònoma de Barcelona. Posteriorment, va ser resident a la Universitat de Kansas Medical Center. També té un doctorat.

## Carrera
Castells és líder en el camp de la investigació i el tractament de la mastocitosi, i dirigeix tant el Centre d'Excel·lència de la Mastocitosi com el Centre d'Hipersensibilitat i Dessensibilització de Medicaments del Brigham and Women's Hospital. També forma part del consell assessor mèdic de The Mastocytosis Society. Castells lidera assaigs clínics relacionats tant amb la malaltia dels mastòcits com amb la dessensibilització de fàrmacs, amb l'objectiu de reduir les reaccions al·lèrgiques a la quimioteràpia i altres tipus de fàrmacs.
El seu treballs són freqüentment citats als articles de publicacions especialitzades en al·lèrgies ambientals estacionals.

## Reconeixements i premis
- James S. Winshall, MD, premi al lideratge, 2016[18]
- Junta Directiva de l'Acadèmia Americana d'Al·lèrgia, Asma i Immunologia (AAAAI)[23]